# Vallée de la Miami
La vallée de la Miami (en anglais : Miami Valley) est la région entourant la rivière Great Miami, un affluent de l'Ohio, dans le sud-ouest de l'État de l'Ohio aux États-Unis.
Ses principales villes sont du sud-ouest au nord-est : Hamilton, Middletown, Dayton et Springfield. Le sud de la vallée fait partie de l'agglomération de Cincinnati tandis que le centre correspond à l'aire urbaine de Dayton (en).